# Piedra rúnica de Stentoften
La piedra rúnica de Stentoften (DR 357 U) es una estela rúnica estilo RAK que contiene una inscripción en protonórdico realizada alrededor del siglo VII. Fue descubierta en 1823 por el deán O. Hammer. Estaba extendida a lo largo con la inscripción hacia abajo, rodeada por cinco rocas puntiagudas más grandes situadas en los vértices de un pentágono o un pentagrama, por lo que formaban un conjunto monumental similar al de la piedra rúnica de Björketorp, emplazado más al este. En 1864 la piedra fue trasladada al interior de la iglesia de Sölvesborg, donde ha permanecido hasta la actualidad.

## Datación
La mayoría de los historiadores datan la inscripción en el siglo VII porque está grabada con un tipo de runas pertenecientes a una versión del futhark antiguo inmediatamente anterior a la aparición de futhark joven. Un ejemplo característico de esto es la forma de la runa ár (), transliterada más abajo como «A», que aquí es igual que la runa hagall del futhark joven (la equivalente a la «h»), siendo su última forma de transición hacia su grafía posterior (). También la runa kaun que aquí es como una «Y» tiene una forma transicional entre las formas «» y « » de ambos futharks. Hay pocos ejemplos de inscripciones de transición como esta. Se conocen otros tres en Blekinge: la piedra rúnica de Björketorp, la piedra rúnica de Istaby y la piedra rúnica de Gummarp, esta última se trasladó a Copenhague y se perdió en el incendio de Copenhague de 1728.
Las inscripciones de las piedras de Stentoften, Istaby y Gummarp se atribuyen al mismo clan por los nombres que aparecen en ellas, que son los típicos de sus jefe tribales. En la piedra rúnica de Björketorp no aparecen nombres y se erigió a una decena de kilómetros de las otras, pero está fuera de dudas que está relacionada con las otras tres porque comparte la especial forma de sus runas y además da el mismo mensaje que la piedra de Stentoften.
Es evidente que las piedras no fueron grabadas por el mismo hombre por lo que estas estelas muestran una tradición rúnica específica de Blekinge durante el siglo VII.

## Transliteración
La transliteración a letras del alfabeto latino de las cinco líneas de la inscripción es:
- AP: niuhAborumz ¶ niuhagestumz ¶ hAþuwolAfz gAf j ¶ hAriwolAfz (m)A--u snuh-e ¶ hidez runono fe(l)(A)h ekA hed¶erA
- AQ: niu hAborumz ¶ niu hagestumz ¶ hAþuwolAfz gAf j ¶ hAriwolAfz (m)A--u snuh-e ¶ hidez runono fe(l)(A)h ekA hed¶erA
- B: ginoronoz
- C: herAmAlAsAz ¶ ArAgeu we(l)Aduds| |sA þAt
- D: bAriutiþ

## Transcripción
Las runas se han identificado con las siguientes palabras del protonórdico:
- AP: <niuha>borumz <niuha>gestumz Haþuwulfz gaf j[ar], Hariwulfz ... ... haidiz runono, felh eka hedra
- AQ: niu habrumz, niu hangistumz Haþuwulfz gaf j[ar], Hariwulfz ... ... haidiz runono, felh eka hedra
- B: ginnurunoz.
- C: Hermalausaz argiu, Weladauþs, sa þat
- D: briutiþ.

## Traducción
Esta es la traducción española de la inglesa proporcionada en Rundata:
- AP: (A los) habitantes de niuha (y a los) huéspedes de niuha Haþuwulfar dio un próspero año, Hariwulfar ... ... Yo, maestro de las runas(?) lo oculto aquí.
- AQ: nueve ciervos, nueve sementales, Haþuwulfar dio un año fructífero, Hariwulfar ... ... Yo, maestro de las runas(?) lo oculto aquí.
- B: runas de poder.
- C: Infinito maleficio, (condenó a) una muerte insidiosa a quien esto
- D: rompa.